# Gare de Prague-Vyšehrad
La gare de Prague-Vyšehrad (en tchèque : Praha-Vyšehrad, jusqu'en 1942 : Vyšehrad) est une ancienne gare de voyageurs située dans le quartier de Vyšehrad à Prague, près de la limite du quartier Nové Město. La station se trouve sur la ligne de raccordement de Prague (de) entre la gare centrale de Prague (Praha hlavní nádraží) et la gare de Prague-Smíchov (en), inaugurée en 1872. 
Sur le plan opérationnel, la station est encore utilisée aujourd'hui comme un évitement (výhybna). Les bâtiments délabrés sont sous la protection de l'État depuis 2001 en tant que monument culturel .

## Patrimoine ferroviaire

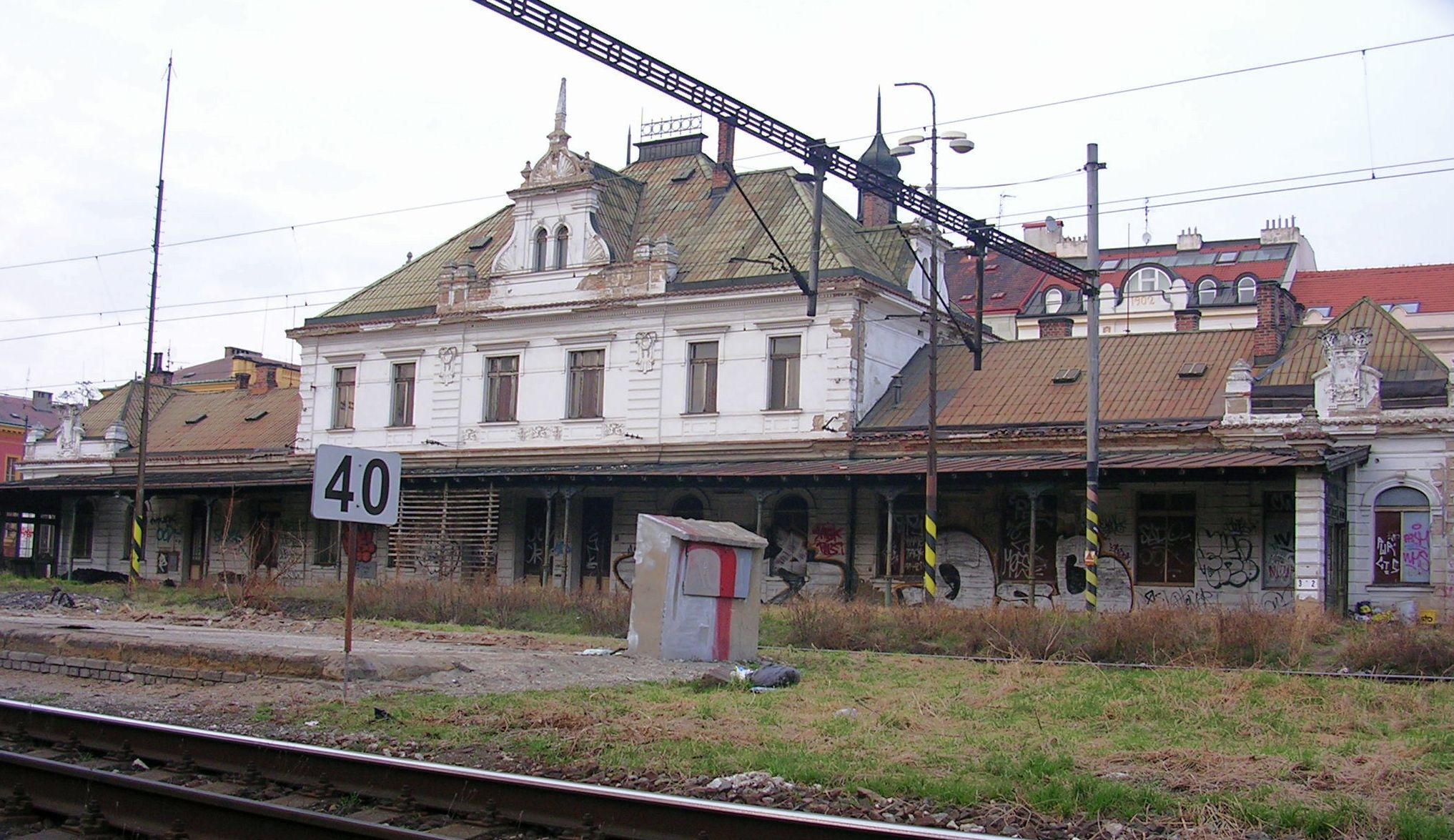
Praha-Vyšehrad, côté voie (en 2008).

## Service des voyageurs
La gare est fermée à ce service.